# Hezelpoort (Nijmegen)

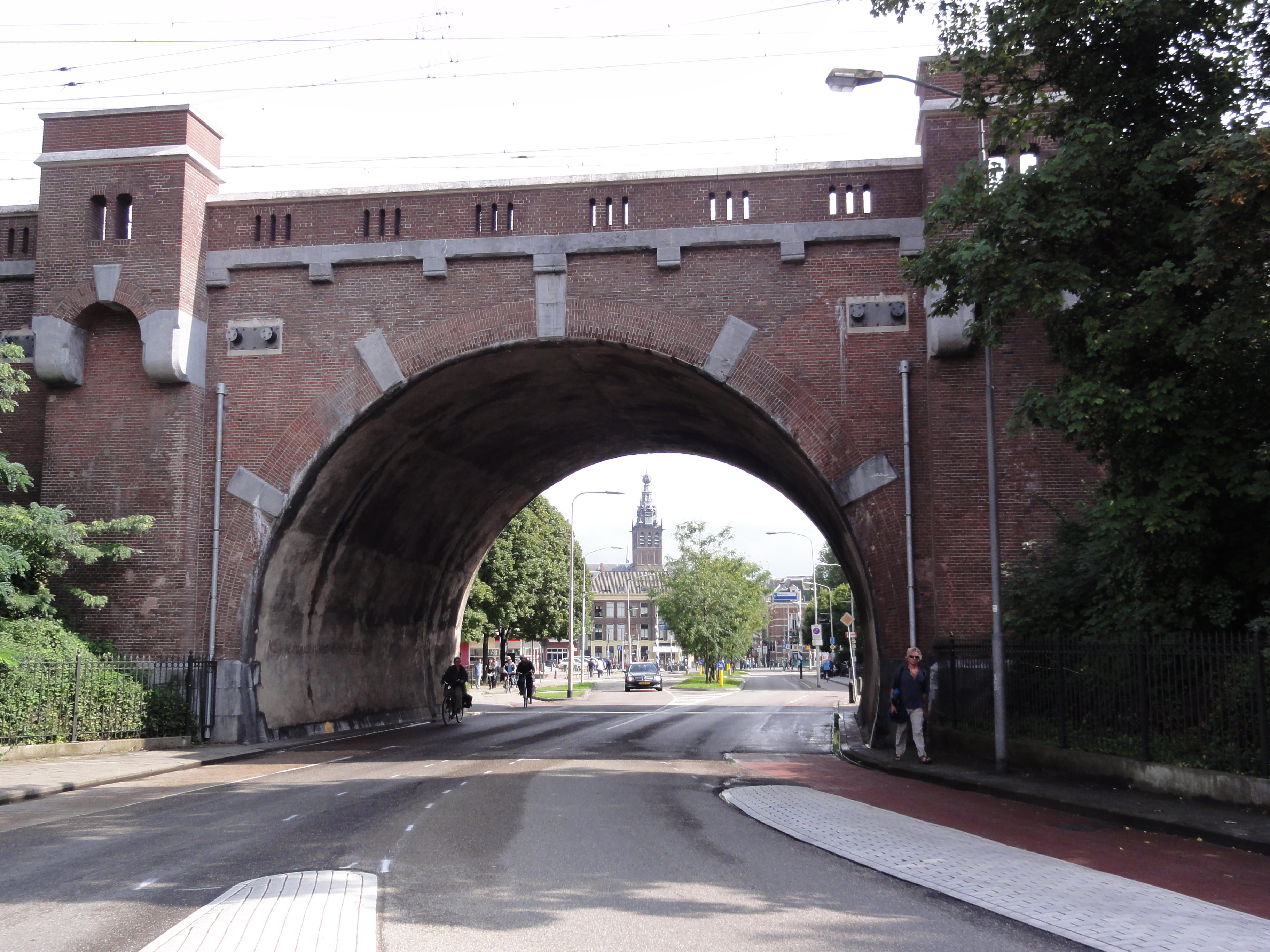
De Nieuwe Hezelpoort vanaf de Voorstadslaan. Op de achtergrond de Grote of Sint-Stevenskerk.

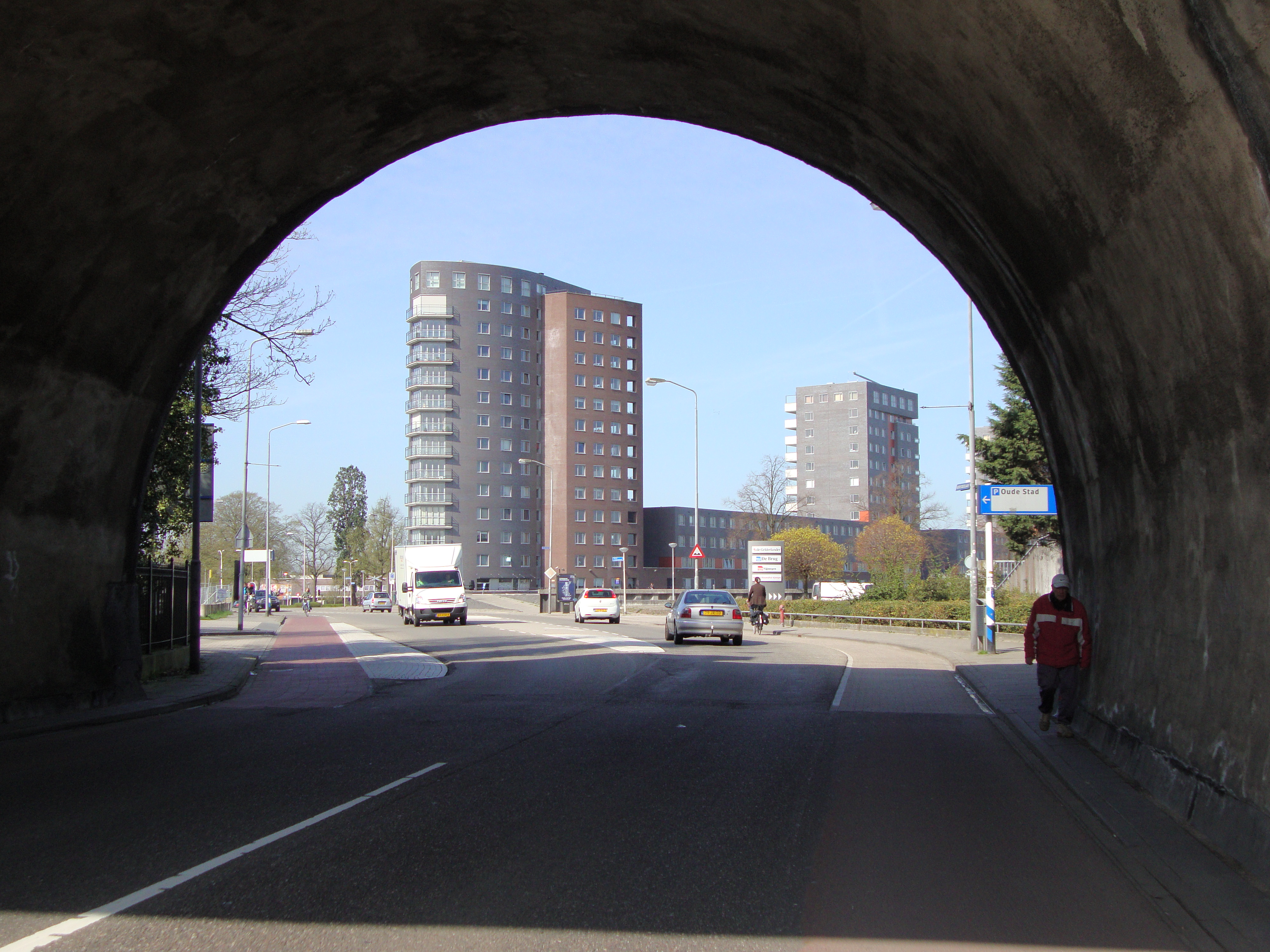
Doorkijk vanaf de Lange Hezelstraat door de Nieuwe Hezelpoort op de Voorstadslaan

De Nieuwe Hezelpoort,  of kortweg Hezelpoort, is een rijksmonument in de Nederlandse stad Nijmegen. Over het viaduct loopt de spoorlijn Arnhem - Nijmegen, eronderdoor worden de Lange Hezelstraat en de Voorstadslaan met elkaar verbonden. Tot en met de 19e eeuw stond er op een iets andere plek een veel oudere, nog middeleeuwse poort met dezelfde naam.

## Geschiedenis
De oorspronkelijke Hezelpoort maakte deel uit van de eerste stadswallen, net als de Burchtpoort en Windmolenpoort. Deze Hezelpoort wordt voor het eerst vermeld in 1334, maar bestond vermoedelijk al ongeveer een eeuw eerder, net als de twee andere poorten.Deze poort lag iets verder stadinwaarts, ter hoogte van het huidige Kronenburgerpark. In 1876 is deze oude poort gesloopt, toen het stadsbestuur van het rijk toestemming had gekregen om de oude stadswallen definitief af te breken. De Hezelpoort ging daarbij als eerste onder de sloophamer.

### Nieuwe Hezelpoort
De huidige poort werd tussen 1876 en 1879 aangelegd. Deze poort wordt, ter onderscheiding van de oude, vaak de Nieuwe Hezelpoort genoemd. 
De poort verbond Nijmegen aanvankelijk met het dorp Hees, waartussen met de aanleg van de spoordijk een hoge barrière gelegd werd. De poort werd uitgevoerd als een vaste welfbrug gebouwd van baksteen. 
Het viaduct heeft een doorgang van 12 meter en een hoogte van 9,2 meter en dient voor gemotoriseerd verkeer en fietsers. Aan de stationszijde is in 1931 een kleine voetgangerstunnel gemaakt de zogenoemde gaper. In 2003 werd aan de stadszijde de Snelbinder, een fiets- en voetgangersbrug over de Waal, bevestigd aan de spoorbrug. Ook kwam er bij de poort aan de Nieuwe Marktstraat een roltrap naar de nieuwe brug.
Voor de Tweede Wereldoorlog werd er een tankversperring in het wegdek onder de poort aangebracht, een zogenaamde Aspergeversperring.